# Supia veža
Die Supia veža (deutsch Chmielowskispitze, ungarisch Chmielowski-csúcs, polnisch Sępia Turnia) ist ein Felsturm in der Hohen Tatra in der Slowakei mit einer Höhe von ca. 2540 m n.m. Der Gipfel befindet sich auf der Hauptachse des vom Turm Vyšná Barania strážnica am Hauptkamm der Hohen Tatra bis zum Berg Lomnický štít (deutsch Lomnitzer Spitze) verlaufenden Seitengrats, zwischen dem Berg Veterný štít im Westen und dem Felsturm Strapatá veža im Osten.
Der slowakische Name bedeutet wörtlich „Geierturm“ und entstand als Übersetzung des polnischen Sępia Turnia. Der von polnischen Bergsteigern entstammende Name bedeutet einerseits ebenfalls „Geierturm“, aber auch „Düsterer Turm“. In der Bedeutung „Geierturm“ ist der Name nicht ganz zutreffend, da die Geier in der Tatra nicht dauerhaft sesshaft sind. In der Vergangenheit, als noch Herden in die Tatratäler hinaufgetrieben wurden, besuchten Mönchsgeier die Tatra, wurden aber von Hirten mit Adlern verwechselt. Im deutschen und ungarischen wurde der Felsturm zu Ehren des polnischen Kletterers Janusz Chmielowski benannt.